# Кубок Австрии по футболу 2019/2020
Кубок Австрии по футболу 2019/2020 (нем. Österreichischer Fußball-Cup 2019/20; официальное спонсорское название — «Uniqa ÖFB Cup») — 85-й розыгрыш кубка Австрии по футболу. Победитель Кубка получает право участия в Лиге Европы УЕФА в сезоне 2020/21.

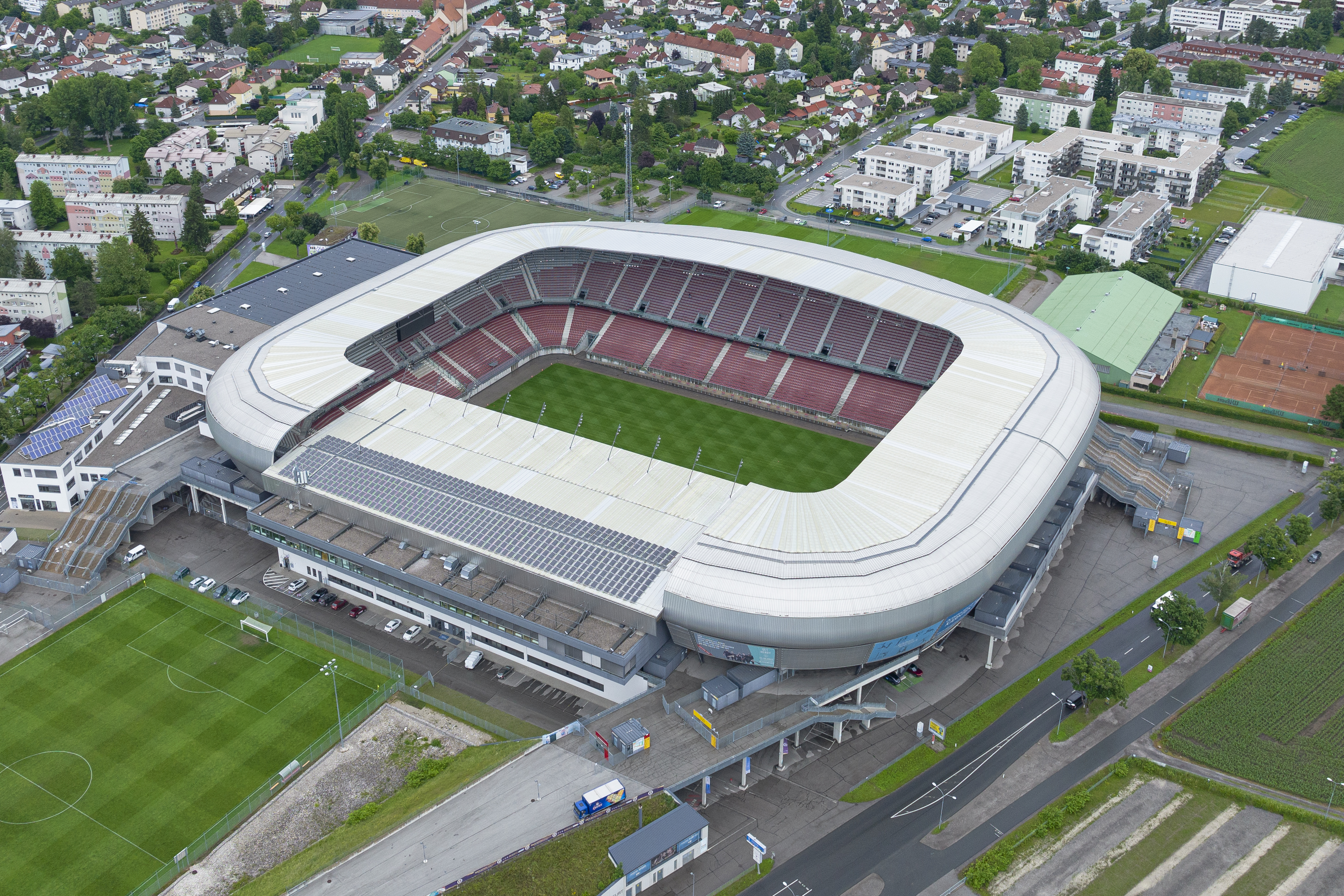
Вёртерзе-Штадион, Клагенфурт — место проведения финала Кубка Австрии.

Турнир проводился с июля 2019 года, а завершился финалом, который состоялся 29 мая 2020 года. Кубок второй раз подряд выиграла команда «Ред Булл» (Зальцбург).

## Календарь
Ниже приведено расписание кубка:
| Раунд         | Дата                  | Клубы   |
| ------------- | --------------------- | ------- |
| Первый раунд  | 19 — 21 июля 2019     | 64 → 32 |
| Второй раунд  | 24 — 25 сентября 2019 | 32 → 16 |
| Третий раунд  | 29 — 30 октября 2019  | 16 → 8  |
| Четвертьфинал | 8 — 9 февраля 2020    | 8 → 4   |
| Полуфинал     | 3 — 4 марта 2020      | 4 → 2   |
| Финал         | 1 мая 2020            | 2 → 1   |

## Первый раунд
С 19 по 21 июля 2019 года, состоялся первый раунд соревнований, в рамках которого было сыграно 32 матча.
| Бундеслига (I) | Вторая лига (II) | Региональная лига (III) | Ландеслига (IV) | Итого    |
| -------------- | ---------------- | ----------------------- | --------------- | -------- |
| 12 из 12       | 14 из 14         | 25 из 25                | 13 из 13        | 64 из 64 |

## Второй раунд
С 24 по 25 сентября 2019 года были сыграны 16 матчей второго раунда.
| Бундеслига (I) | Вторая лига (II) | Региональная лига (III) | Ландеслига (IV) | Итого    |
| -------------- | ---------------- | ----------------------- | --------------- | -------- |
| 11 из 12       | 13 из 14         | 8 из 25                 | 0 из 13         | 32 из 64 |

## Третий раунд
С 29 по 30 октября 2019 года были сыграны восемь матчей третьего раунда.
| Бундеслига (I) | Вторая лига (II) | Региональная лига (III) | Ландеслига (IV) | Итого    |
| -------------- | ---------------- | ----------------------- | --------------- | -------- |
| 7 из 12        | 5 из 14          | 4 из 25                 | 0 из 13         | 16 из 64 |

| 29 октября 2019 | Санкт-Пёльтен      | 1:0     | Рид | Санкт-Пёльтен                                          |
| 17:00           | - Пак Кван Рён 84′ | (отчёт) |     | Стадион: НВ Арена Зрителей: 2,069 Судья: Андреас Хайсс |

| 29 октября 2019 | Санкт-Анна | 0:3     | Амштеттен                    | Айген                                                        |
| 18:00           |            | (отчёт) | - Пехам 3′, 5′ - Шагерль 72′ | Стадион: Больверк-Арена Зрителей: 600 Судья: Томас Фрёллахер |

| 29 октября 2019 | Унион Гуртен                              | 2:3     | Аустрия (Лустенау)                            | Гуртен                                                 |
| 18:00           | - Крайлингер 56′ - Виммлейтнер 83′ (пен.) | (отчёт) | - Бургхубер 8′ (авт.) - Браун 64′ - Морис 81′ | Стадион: Парк21-Арена Зрителей: 850 Судья: Арнес Талич |

| 29 октября 2019 | Глайсдорф 09   | 1:4 (доп. вр.) | Тироль (Ваттенс)                              | Глайсдорф                                                                          |
| 18:00           | - Пихорнер 47′ | (отчёт)        | - Катник 15′, 105′ - Бухахер 99′ - Юрдик 118′ | Стадион: Солярштадион дер Штадт Глайсдорф Зрителей: 1,000 Судья: Дитер Мукенхаммер |

| 29 октября 2019 | Капфенберг | 0:2     | Штурм                        | Капфенберг                                               |
| 19:30           |            | (отчёт) | - Десподов 47′ - Баляй 90+3′ | Стадион: Франц Фекете Зрителей: 6,450 Судья: Рене́ Айснер |

| 30 октября 2019 | Эбрайхсдорф | 0:5     | Ред Булл (Зальцбург)                                  | Эбрайхсдорф                                              |
| 17:00           |             | (отчёт) | - Окугава 7′ - Койта 13′, 75′ - Дака 28′ - Холанн 86′ | Стадион: Эбрайхсдорф Зрителей: 3,100 Судья: Йозеф Шпурни |

| 30 октября 2019 | Ваккер (Инсбрук) | 1:0     | Вольфсберг | Инсбрук                                                            |
| 18:00           | - Валлнер 5′     | (отчёт) |            | Стадион: Тиволи Штадион Тироль Зрителей: 1,736 Судья: Штефан Эбнер |

| 30 октября 2019 | ЛАСК                                          | 3:1     | Райндорф Альтах | Пашинг                                                         |
| 19:30           | - Траунер 5′ - Фризер 30′ - Кобрас 40′ (авт.) | (отчёт) | - Фишер 72′     | Стадион: Вальдштадион Зрителей: 4,127 Судья: Себастьян Гишамер |

## Четвертьфинал
С 7 по 9 февраля 2020 года были сыграны четыре четвертьфинальных матча.
| Бундеслига (I) | Вторая лига (II) | Региональная лига (III) | Ландеслига (IV) | Итого   |
| -------------- | ---------------- | ----------------------- | --------------- | ------- |
| 5 из 12        | 3 из 14          | 0 из 25                 | 0 из 13         | 8 из 64 |

| 7 февраля 2020                                        | Санкт-Пёльтен                                            | 3:3 (доп. вр.) (3:5 пен.)                          | Ваккер (Инсбрук)                                  | Санкт-Пёльтен                                           |
| 18:00                                                 | - Луксбахер 71′ (пен.) - Кларер 90+1′ - Пак Кван Рён 94′ | (отчёт)                                            | - Зайзен 41′ - Йылдырым 90+6′ - Сатин 120′ (пен.) | Стадион: НВ Арена Зрителей: 2,687 Судья: Кристофер Eгер |
|                                                       | Пенальти                                                 |                                                    |                                                   |                                                         |
| - Пак Кван Рён - Мухамедбегович - Мессерер - Хофбауер |                                                          | - Грюндлер - Хупфауф - Мойсбургер - Зайзен - Сатин |                                                   |                                                         |

| 8 февраля 2020 | ЛАСК                       | 2:0     | Штурм | Пашинг                                                        |
| 18:00          | - Клаусс 60′ - Балич 90+4′ | (отчёт) |       | Стадион: Вальдштадион Зрителей: 9,153 Судья: Вальтер Альтманн |

| 8 февраля 2020                                    | Аустрия (Лустенау)       | 2:2 (доп. вр.) (5:4 пен.)                       | Тироль (Ваттенс)                  | Лустенау                                                          |
| 15:00                                             | - Фейрер 63′ - Майер 99′ | (отчёт)                                         | - Дедич 46′ - Прантер 105′ (пен.) | Стадион: Райхсхофштадион Зрителей: 1,800 Судья: Себастьян Гишамер |
|                                                   | Пенальти                 |                                                 |                                   |                                                                   |
| - Груйчич - Аврамович - Фейрер - Тифенбах - Майер |                          | - Гргич - Аджей - Прантер - Соарес - Майерхофер |                                   |                                                                   |

| 9 февраля 2020 | Амштеттен | 0:3     | Ред Булл (Зальцбург)                     | Амштеттен                                                                  |
| 18:00          |           | (отчёт) | - Окугава 10′ - Юнузович 53′ - Мвепу 76′ | Стадион: Эртль Глас Штадион Зрителей: 2,800 Судья: Кристиан-Петру Чиочирка |

## Полуфинал
Полуфинальные матчи были сыграны с 4 по 5 марта 2020 года.
| Бундеслига (I) | Вторая лига (II) | Региональная лига (III) | Ландеслига (IV) | Итого   |
| -------------- | ---------------- | ----------------------- | --------------- | ------- |
| 2 из 12        | 2 из 14          | 0 из 25                 | 0 из 13         | 4 из 64 |

| 4 марта 2020 | Аустрия (Лустенау)   | 1:0     | Ваккер (Инсбрук) | Лустенау                                                          |
| 18:00        | Ронивалдо 43′ (пен.) | (отчёт) |                  | Стадион: Райхсхофштадион Зрителей: 5,300 Судья: Дитер Мукенхаммер |

| 5 марта 2020 | Ред Булл (Зальцбург) | 1:0     | ЛАСК | Вальс-Зиценхайм                                                                      |
| 20:45        | Хван Хи Чхан 50′     | (отчёт) |      | Стадион: Ред Булл Арена (Вальс-Зиценхайм) Зрителей: 10,021 Судья: Роберт Шёргенхофер |

## Финал
Финальный матч состоялся 29 мая 2020 года на стадионе Вёртерзе-Штадион в муниципалитете Клагенфурт. Изначально запланированный на 1 мая, финал был перенесен на 29 мая в связи с пандемией COVID-19. Матч прошел без зрителей.
| Ред Булл (Зальцбург)                                                        | 5:0     | Аустрия (Лустенау) |
| --------------------------------------------------------------------------- | ------- | ------------------ |
| Собослаи 19′ · Штумбергер 21′ (авт.) · Окафор 53′ · Ашимеру 65′ · Койта 79′ | (отчёт) |                    |

## Бомбардиры
Согласно:
| Место | Игрок             | Клуб                 | Голы |
| ----- | ----------------- | -------------------- | ---- |
| 1     | Ронивалдо         | Аустрия (Лустенау)   | 7    |
| 2     | Даниэль Мадернер  | Амштеттен            | 5    |
| 2     | Доминик Вайс      | Глайсдорф 09         | 5    |
| 2     | Шон Вейсман       | Вольфсберг           | 5    |
| 5     | Эрлинг Холанн     | Ред Булл (Зальцбург) | 4    |
| 5     | Мурат Сатин       | Ваккер (Инсбрук)     | 4    |
| 5     | Келвин Йебоа      | Тироль (Ваттенс)     | 4    |
| 5     | Эртугрул Йылдырым | Ваккер (Инсбрук)     | 4    |
| 9     | 9 игроков         | 9 игроков            | 3    |